# Matija Maležič (župan)
Matija Maležič - Ciril, slovenski politik, *31. oktober 1916, Ribnica, † februar 2012.
Po končani Srednji tehniški šoli v Ljubljani se je zaposlil v Dravski banovini, leta 1941 pa se je priključil NOB. Med letoma 1948 in 1951 je bil župan Ljubljane, kasneje pa poslanec republiške in zvezne skupščine. Leta 1965 se je odpovedal političnim funkcijam. Pri Inštitutu za novejšo zgodovino so še pred njegovo smrtjo izšli njegovi spomini in dnevniški zapiski z naslovom Zgodbe krutih časov.